# Dicotomía de la corteza marciana

Mapa topográfico de Marte. Obsérvese que el terreno del hemisferio norte tiene una menor altitud media que el del hemisferio sur.

La característica más llamativa de Marte es un marcado contraste geográfico entre los hemisferios sur y norte, conocido como dicotomía marciana. La geografía de los dos hemisferios difiere en elevación de 1 a 3 km: en el norte abundan llanuras alisadas por coladas de lava, en contraste con los terrenos montañosos del sur, excavados y poblados de cráteres por viejos impactos. El espesor medio de la corteza marciana es de 45 km, con 32 km en la región de las tierras bajas del norte y 58 km en las tierras altas del sur.
El límite entre las dos regiones es bastante complejo en algunos lugares. Un tipo distintivo de topografía se llama terreno con trastes. Contiene mesetas, protuberancias y valles de piso plano que tienen paredes de aproximadamente una milla de altura. Alrededor de muchas de las mesas y protuberancias hay derrubios frontales lobulados que se ha demostrado que son glaciares de roca.
Muchos valles grandes formados por la lava surgida de los volcanes de Marte atraviesan esta dicotomía.
El límite de la dicotomía marciana incluye las regiones llamadas Deuteronilus Mensae, Protonilus Mensae y Nilosyrtis Mensae. Las tres regiones se han estudiado extensamente porque contienen accidentes geográficos que se cree que fueron producidos por el movimiento del hielo, rellena por un océano en el pasado con rasgos lineales o arqueados que sugieren ser restos de viejas líneas de costa, o bien formados por la erosión volcánica. En la zona de transición entre Terra Cimmeria y Nepenthes Mensae, la dicotomía se caracteriza por un escarpe con un relieve local de ∼2 km y depresiones cerradas interconectadas con una orientación NO-SE a su pie asociadas, probablemente, a la tectónica extensional.
Las tierras bajas del norte comprenden aproximadamente un tercio de la superficie de Marte y son relativamente planas, con tantos cráteres de impacto como el hemisferio sur. Los otros dos tercios de la superficie marciana son las tierras altas del hemisferio sur. La diferencia de elevación entre los hemisferios es dramática. Se han propuesto tres hipótesis principales para el origen de la dicotomía cortical: endógena (por procesos del manto), impacto único o impacto múltiple. Ambas hipótesis relacionadas con el impacto involucran procesos que podrían haber ocurrido antes del final del bombardeo primordial, lo que implica que la dicotomía de la corteza tiene su origen temprano en la historia de Marte.

## Geografía

### Hipótesis de un impacto aislado
Los primeros estudios sobre la probable causa de la discrepancia geográfica de Marte Estudios mostraron que el impacto de un mega-asteroide cerca del polo norte marciano produciría una gran depresión circular en la corteza marciana. La depresión propuesta se ha denominado Cuenca Borealis. Sin embargo, la mayoría de las estimaciones de la forma del área de las tierras bajas producen una forma que en algunos lugares se desvía drásticamente de la forma circular clásica de un impacto por asteroide. Los procesos adicionales podrían crear esas desviaciones de la circularidad. Además, si la cuenca Borealis propuesta es una depresión creada por un impacto, sería el cráter de impacto más grande conocido en el Sistema Solar. Un objeto tan grande podría haber golpeado a Marte en algún momento durante el proceso de acreción del Sistema Solar.
Se espera que un impacto de tal magnitud hubiera producido un manto de eyección que debería encontrarse en áreas alrededor de las tierras bajas y generar suficiente calor para formar volcanes. Sin embargo, si el impacto ocurrió alrededor de 4.5 Ga (hace mil millones de años), la erosión podría explicar la ausencia de la capa de eyección, pero no podría explicar la ausencia de volcanes. Además, el mega impacto podría haber esparcido una gran parte de los escombros en el espacio exterior y en el hemisferio sur. La evidencia geológica de los escombros proporcionaría un apoyo muy convincente para esta hipótesis. Un estudio de 2008 proporcionó investigaciones adicionales sobre la teoría del impacto de un solo gigante en el hemisferio norte. En el pasado, el trazado de los límites del impacto se complicó por la presencia del ascenso volcánico de Tharsis. El ascenso volcánico de Tharsis enterró parte del límite de dicotomía propuesto por debajo de 30 km de basalto. Los investigadores del MIT y del Jet Propulsion Lab en CIT han podido utilizar la gravedad y la topografía de Marte para restringir la ubicación de la dicotomía debajo del ascenso de Tharsis, creando así un modelo elíptico del límite de la dicotomía. La forma elíptica de la cuenca Borealis contribuyó a la hipótesis del impacto único del norte como una reedición de la teoría original publicada en 1984.
Sin embargo, esta hipótesis ha sido contrarrestada por una nueva hipótesis de un impacto gigante en el polo sur de Marte con un objeto del tamaño de la Luna que derritió el hemisferio sur de Marte, activó el campo magnético del planeta y formó la dicotomía al enfriarse el océano de magma. El descubrimiento de doce alineaciones volcánicas da evidencia a esta nueva hipótesis.

### Probable origen endógeno
Se cree que los procesos de la tectónica de placas podrían haber estado activos en Marte a principios de la historia del planeta. Se sabe que la redistribución a gran escala del material de la corteza litosférica es causada por procesos de tectónica de placas en la Tierra. Aunque todavía no está del todo claro cómo los procesos del manto afectan la tectónica de placas en la Tierra, se cree que la convección del manto está involucrada como células o plumas. Dado que los procesos endógenos de la Tierra aún no se han entendido completamente, el estudio de procesos similares en Marte es muy difícil. La dicotomía podría crearse en el momento de la creación del núcleo marciano. La forma aproximadamente circular de las tierras bajas podría atribuirse a un vuelco de primer orden en forma de columna que podría ocurrir en el proceso de formación rápida del núcleo. Hay evidencia de eventos tectónicos impulsados internamente en las cercanías del área de tierras bajas que claramente ocurrieron al final de la fase de bombardeo inicial.
Un estudio de 2005 sugiere que la convección del manto de grado 1 podría haber creado la dicotomía. La convección del manto de grado 1 es un proceso convectivo en el que un hemisferio está dominado por un afloramiento, mientras que el otro hemisferio está subiendo. Parte de la evidencia es la abundancia de fracturas extensas y actividad ígnea desde finales del Noeico hasta principios de la era Hespérica. Un argumento en contra de la hipótesis endógena es la posibilidad de que esos eventos tectónicos ocurran en la Cuenca Borealis debido al debilitamiento de la corteza posterior al impacto. Para apoyar aún más la hipótesis del origen endógeno, se necesita evidencia geológica de fallas y flexiones de la corteza antes del final del bombardeo primordial.
Sin embargo, la falta de tectónica de placas en Marte debilita esta hipótesis.

### Hipótesis de impactos múltiples
La hipótesis del impacto múltiple se apoya en la correlación de segmentos de la dicotomía con los bordes de varias cuencas de gran impacto. Pero hay grandes partes de la cuenca Borealis fuera de los bordes de esas cuencas de impacto. Si las tierras bajas marcianas se formaron por las múltiples cuencas, entonces sus eyecciones internas y bordes deberían estar por encima de las elevaciones de las tierras altas. Los bordes y las capas de eyección de los cráteres de impacto de las tierras bajas todavía están muy por debajo de las áreas de las tierras altas. También hay áreas en las tierras bajas que están fuera de cualquiera de las cuencas de impacto, estas áreas deben estar cubiertas por múltiples mantas de eyección y deben estar en elevaciones similares a la superficie planetaria original. Claramente, ese tampoco es el caso. Un enfoque que explica la ausencia de mantas de eyección infiere que nunca hubo eyección presente. La ausencia de eyección podría deberse a un gran impactador que dispersa la eyección al espacio exterior. Otro enfoque propuso la formación de la dicotomía por enfriamiento en profundidad y carga cortical por vulcanismo posterior. La hipótesis de impactos múltiples también es estadísticamente desfavorable, es poco probable que ocurran cuencas de impactos múltiples y se superpongan principalmente en el hemisferio norte.

## Atmósfera

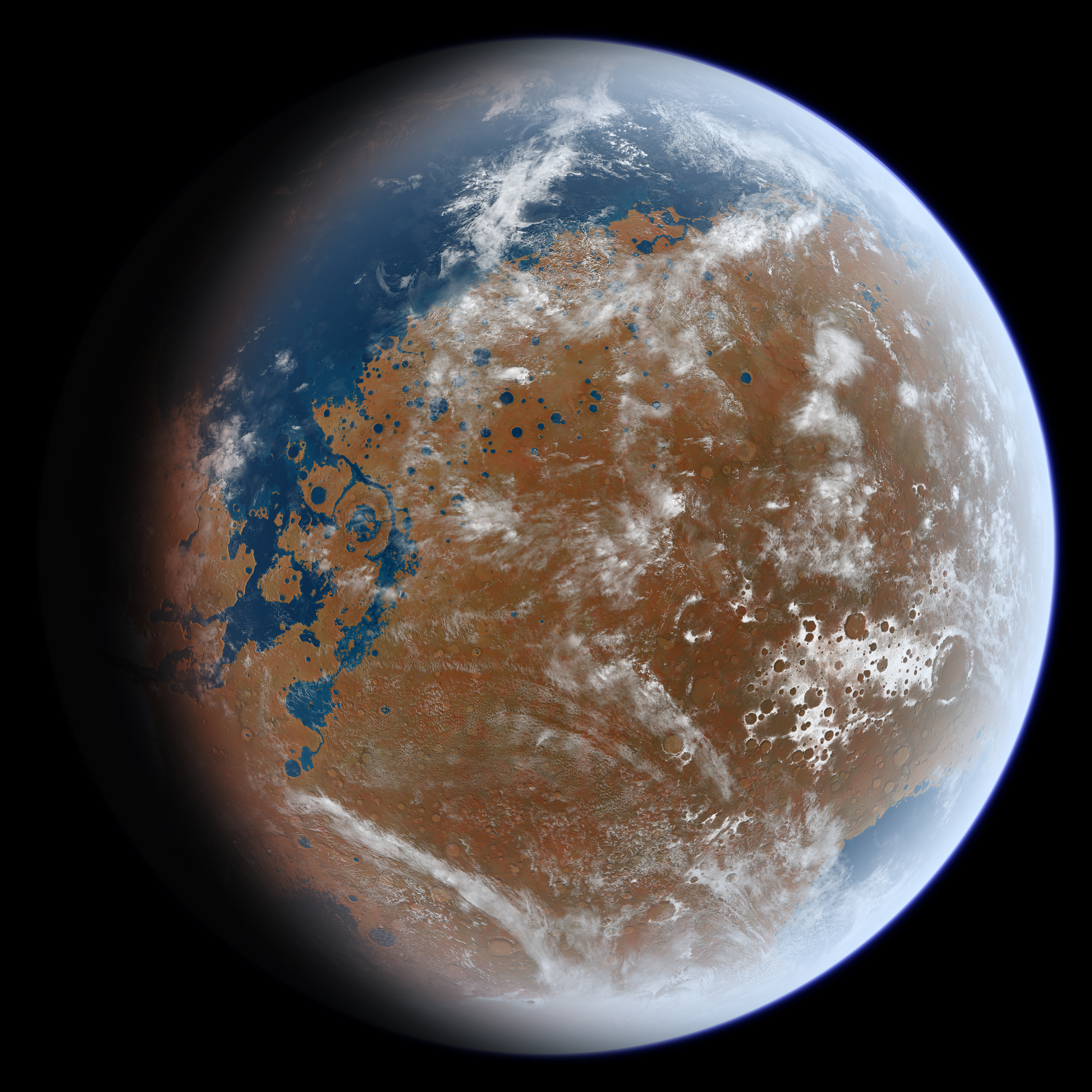
Impresión artística del antiguo Marte y sus océanos basada en datos geológicos.

La atmósfera de Marte varía significativamente entre los hemisferios norte y sur, por razones relacionadas y no relacionadas con la dicotomía geográfica.

### Tormentas de polvo
Más visiblemente, las tormentas de polvo se originan en el hemisferio sur con mucha más frecuencia que en el norte. El alto contenido de polvo del norte tiende a ocurrir después de que las tormentas del sur excepcionales se conviertan en tormentas de polvo globales. Como consecuencia, la opacidad (tau) suele ser mayor en el hemisferio sur. El efecto de un mayor contenido de polvo es aumentar la absorción de la luz solar, aumentando la temperatura atmosférica.

### Precesión de los equinoccios
El eje de rotación de Marte, como ocurre con muchos cuerpos, avanza durante millones de años. En la actualidad, los solsticios casi coinciden con el afelio y el perihelio de Marte. Esto da como resultado que un hemisferio, el sur, reciba más luz solar en verano y menos en invierno y, por lo tanto, temperaturas más extremas que el norte. Cuando se combina con la excentricidad mucho mayor de Marte en comparación con la Tierra, y una atmósfera mucho más delgada en general, los inviernos y veranos del sur tienen un alcance más amplio que en la Tierra.

### Hadley circulación y volátiles
La circulación Hadley de Marte está compensada por simetría alrededor de su ecuador. Combinado con el mayor rango estacional del hemisferio sur, ello da como resultado las llamativas asimetrías hemisféricas norte-sur de los inventarios de casquetes de hielo atmosférico y residual del agua de Marte, así como la actual asimetría norte-sur de los albedos de la capa de hielo estacional. La atmósfera de Marte es actualmente una bomba no lineal de agua hacia el hemisferio norte de Marte.